# Sześć stopni oddalenia (serial telewizyjny)
Sześć stopni oddalenia (ang. Six Degrees, 2006–2007) – amerykański serial obyczajowy nadawany przez stację ABC od 20 września 2006 roku do 30 marca 2007 roku. W Polsce jest nadawany na kanale TVP1 od 13 lipca 2010 roku.

## Fabuła
Losy sześciorga nowojorczyków, którzy znaleźli się na życiowym zakręcie i w tej trudnej dla siebie sytuacji próbują zawalczyć o własne szczęście.
Laura Morgan (Hope Davis) jest samotną matką, która próbuje dojść do siebie po stracie męża. Whitney Crane (Bridget Moynahan), mimo że osiągnęła sukces zawodowy, również nie może zaliczyć się do grona osób szczęśliwych. Kobieta jest bowiem przekonana, że chłopak ją zdradza. Okrzyknięty genialnym fotografikiem Steven Caseman (Campbell Scott) wskutek uzależnienia sam zaprzepaścił własną karierę i doprowadził do utraty kontaktu z synem.
Z kolei Damian Henry (Dorian Missick), kierowca limuzyny, ma poważne kłopoty rodzinne: chciałby odciąć się od brata kryminalisty i móc żyć tylko na własny rachunek. Natomiast na drodze sympatycznego Carlosa Greena (Jay Hernández) staje pewnego dnia piękna, ale tajemnicza Mae Anderson (Erika Christensen). Mężczyzna traci dla niej głowę, nie wie jednak o swojej wybrance wielu ważnych rzeczy. Dziewczyna bowiem zmaga się ze swoją mroczną przeszłością. Mae nie chce jednak pozwolić, żeby minione wydarzenia determinowały jej dalsze życie. Próbuje więc zacząć wszystko od nowa.

## Obsada
- Jay Hernández jako Carlos Green
- Erika Christensen jako Mae Anderson
- Hope Davis jako Laura Morgan
- Dorian Missick jako Damian Henry
- Bridget Moynahan jako Whitney Crane
- Campbell Scott jako Steven Caseman
- Bridget Regan jako Diana Foss